# Canon de 5 pouces/54 calibres Mark 42
Le canon de 5 pouces/54 calibres Mark 42 est un canon naval construit par les États-Unis et utilisé principalement par l'United States Navy à partir de 1953.

## Utilisateurs
États-Unis
United States Navy

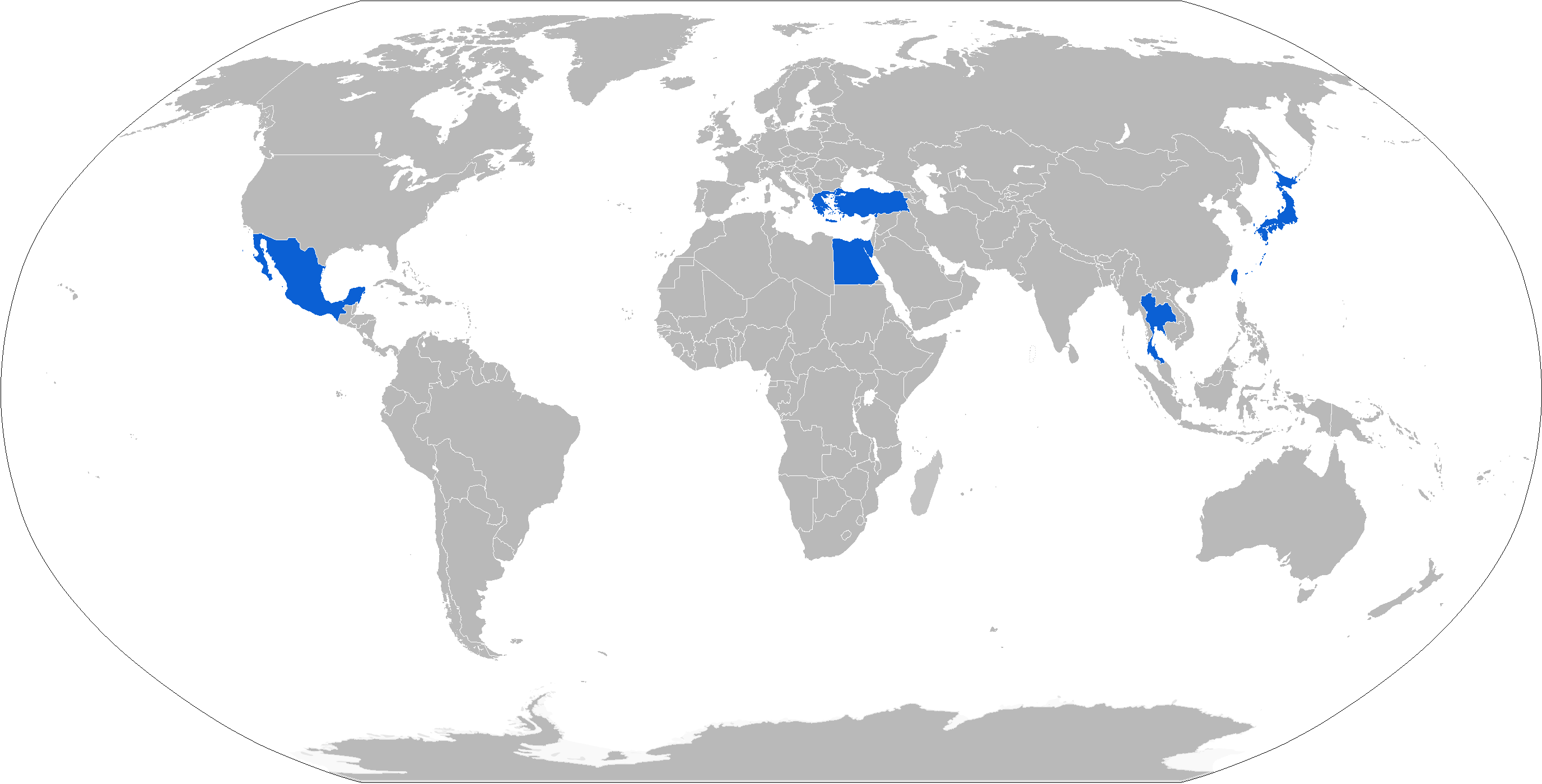
Opérateurs actuels (en bleu) du canon de 127 mm Mark 42.

- Première utilisation sur l'USS Northampton (CLC-1)
- Porte-avions de la classe Forrestal (supprimé ultérieurement lors d'une refonte)
- Croiseurs de la classe Belknap et USS Truxtun (CGN-35)
- Destroyers de la classe Charles F. Adams
- Destroyers de la classe Farragut
- Destroyers de la classe Forrest Sherman
- Destroyers de la classe Mitscher
- Frégates de la classe Knox

 Australie
Marine royale australienne
- Destroyer de la classe Perth (classe Charles F. Adams modifiée)

 Égypte
Marine égyptienne
- Frégates de la classe Damiyat (ex-frégates de la classe Knox)

 Allemagne
Marine allemande
- Destroyers de la classe Lütjens (classe Charles F. Adams modifiée)

 Grèce
Marine hellénique
- Frégates de la classe Ipiros (ex-frégates de la classe Knox)
- Destroyers de la classe Kimon (anciens destroyers de la classe Charles F. Adams)

 Japon
Force maritime d'autodéfense japonaise
- Destroyers de la classe Tachikaze
- Destroyers de la classe Hatakaze
- Destroyers de la classe Haruna
- Destroyers de la classe Takatsuki
- Destroyers de la classe Shirane

 Mexique
Marine mexicaine
- Frégates de la classe Ignacio Allende (ex-frégates de la classe Knox)

 Espagne
Marine espagnole
- Frégates de la classe Baleares (classe Knox modifiée)

 Taïwan
Marine de la République de Chine
- Frégates de la classe Chih Yang (ex-frégates de la classe Knox)

 Thaïlande
Marine royale thaïlandaise
- Frégates de la classe Phutthayotfa Chulalok (ex-frégates de la classe Knox)

 Turquie
Marine turque
- Frégates de la classe Muavenet (ex-frégates de la classe Knox)